# 856 (číslo)
Osm set padesát šest je přirozené číslo, které následuje po čísle osm set padesát pět a předchází číslu osm set padesát sedm. Římskými číslicemi se zapisuje DCCCLVI.

## Matematika
856 je:
- Deficientní číslo
- Nešťastné číslo
- Nepříznivé číslo
- Devítiúhelníkové číslo

## Astronomie
- (856) Backlunda je planetka hlavního pásu, kterou objevil v roce 1916 Sergej Ivanovič Beljavskij

## Ostatní
- +856 je mezinárodní telefonní předvolba Laosu

## Roky
- 856
- 856 př. n. l.